# Yuan Yin
 (février 2010).
Si vous disposez d'ouvrages ou d'articles de référence ou si vous connaissez des sites web de qualité traitant du thème abordé ici, merci de compléter l'article en donnant les références utiles à sa vérifiabilité et en les liant à la section « Notes et références ».
 (février 2010).
Yuan Yin (?–199), né à Runan, est un ministre au service de l'empereur de Chine Yuan Shu. Il fut, tout au long de sa vie, au service de l'empereur, son oncle. À la mort de ce dernier, Yuan Yin décide de fuir auprès de Lu Jiang en emportant le Sceau impérial, le cercueil et la famille proche de Yuan Shu. Il sera cependant arrêté, puis exécuté. Le Sceau Impérial fut alors remis à Cao Cao.